# Estación Guichón
Guichón es una estación ferroviaria ubicada en la ciudad homónima, Departamento de Paysandú, Uruguay. 

## Servicios
Actualmente se encuentra sin operaciones de pasajeros. Entre 2011 y 2012, Trenes de Buenos Aires operaba los servicios del Tren de los Pueblos Libres que paraba en esta estación.